# Eccoptosage schizoaspis
Eccoptosage schizoaspis là một loài tò vò trong họ Ichneumonidae.